# Calymma immaculata
Calymma immaculata là một loài bướm đêm trong họ Erebidae.